# Nemoraea brasiliensis
Nemoraea brasiliensis là một loài ruồi trong họ Tachinidae.